# Saargrund
Saargrund ist ein Ortsteil der Stadt Eisfeld im Landkreis Hildburghausen in Thüringen.

## Lage
Saargrund liegt an der Bundesstraße 281 nördlich von Sachsenbrunn in einem Tal des Thüringer Schiefergebirges. Rechts und links der Straße befinden sich Wiesen und an den Hängen Felsen und Wald.

## Geschichte
1730/31 wurde das Dorf erstmals urkundlich erwähnt.
100 Personen wohnten 2012 im Ortsteil.
Zum 1. Januar 2019 kam Saargrund im Zuge der Eingemeindung von Sachsenbrunn zur Stadt Eisfeld.